# Slovenske Konjice
Slovenske Konjice (izgovarjava [slɔˈʋéːnskɛ kɔˈnjìːtsɛ] () ali [- kɔˈnjíːtsɛ] v ljudskem govoru Konjice ali Kujince; nemško Gonobitz) so slovensko mesto z malo več kot 5000 prebivalci v zgornji Dravinjski dolini, sedež istoimenske občine, nadžupnije in upravne enote.
Mesto je upravno, obrtno in oskrbno središče zahodnega dela Dravinjske doline, vzhodnega dela Vitanjskega podolja ter jugovzhodnega Pohorja.
Naselje danes med drugimi obsega neuradne mestne predele Stari trg, Mestni trg, Prevrat ter Zgornja Pristava, v širše mestno območje pa se navezujejo nekdanje vasi oz. zaselki: Dobrava pri Konjicah, Dobrnež, Spodnje Preloge, Polene, Konjiška vas, Blato, Vešenik, Škalce z Jamnami, Gabrovlje, Bezina, Gabrovnik idr.
Prebivalci Slovenskih Konjic se imenujejo Konjíčani in Konjíčanke, saj so domačini hkrati lastniki lokalnih toponimov, ki so jih, zgodovinsko gledano, sami ustvarili, s tem pa tudi lastnega poimenovanja prebivalcev naselja, čeprav so pravilno po pravopisu zapisani kot Slovenskokonjíčani/-ke. Podobno je ustrezen pridevnik (po pravopisu) slovenskokonjiški, neuradno, vendar od nekdaj v utečeni rabi: konjiški.

## Ime in oblike zapisov naselja, grb
Oblike zapisa imen naselja, kot se pojavljajo v pisnih zgodovinskih virih: Gvniwiz (1165), Goniwich (1181), Gonwice (1185), Gonewitz (1293), Ganabitz (1321), Ganawicz (1323), Gonebitz (1337), Goniwicz (1365), Gombic, Gonowitz (1377), Gambicz (1404), Gonwicz (1423), Gannobicz (1434), Gonobitz (1455), Gonowizz (1485).
Vsa ta latinske in kasnejše nemške oblike zapisa naselja se nanašajo na slovensko ime Konjice, s katerim je pomensko in tudi motivno (konj = Konjice) ter heraldično povezan mestni oz. občinski grb. Ta ima kot eden od redkih srednjeveških grbov slovenski pomen in ne nemškega.

### Preimenovanje naselja
Naselje so 13. junija 1934 iz Konjice preimenovali v Slovenske Konjice, v pogovorni rabi in med domačini pa se je do danes obdržala raba nekdanjega imena naselja.

## Zgodovina
-  Sveto rimsko cesarstvo
962-1806
-  Avstrijsko cesarstvo
 1806–1867
-  Avstro-Ogrska
1867 de facto 1908, de jure 1918
-  Država Slovencev, Hrvatov in Srbov
1918
-  Kraljevina Srbov, Hrvatov in Slovencev
1918–1929
-  Kraljevina Jugoslavija
 1929–1941
-  Tretji rajh
 1941–1945
-  FLR Jugoslavija
 1945–1963
-  Socialistična federativna republika Jugoslavija
 1963–1991
-  Slovenija
 1991–sedaj

### Od Keltov do Rimljanov
Širše območje je bilo naseljeno že pred več tisoč leti, kar dokazujejo najdišča iz neolitika (1700–1800 pr. n. št.) in kasneje iz bronaste dobe (1000–400 pr. n. št.). Z vzhoda so se na območju današnje Slovenije naselili Kelti, prvo prazgodovinsko ljudstvo, ki je znano po lastnem imenu. Skupino, ki je prebivala tudi na območju Slovenskih Konjic, antični viri imenujejo Tavriski. Koncem 2. stoletja so se vsaj za kratek čas in v skromnem obsegu naselili na Brinjevi gori, kar dokazujejo tamkajšnje izkopanine. Širše območje Slovenskih Konjic je predstavljalo del Noriškega kraljestva, ki je bil rimski državi miroljubno priključen okoli leta 15 pr. n. št.. Kaj je bilo tedaj s keltskimi prebivalci na Brinjevi gori, lahko le ugibamo, morda so nekateri prešli v rimsko službo, če si smemo tako razlagati dvoje napisnih plošč s keltskimi imeni, najdenih na Stranicah ali nagrobnik iz Radane vasi. Prav pojav keltskih imen na nagrobnikih v okolici Brinjeve gore pa opozarja še na dokaze o poselitvah sosednjih pohorskih grebenov, ki naj bi bili po dosedanjem poznavanju tedaj še neobljudeni. Izpričani so namreč keltski nagrobniki tudi na Kovaškem Vrhu, na Koritnem, na Skomarju in Hudinji. Kelti se prišlekom niso upirali in so postopoma sprejemali prvine rimske civilizacije.
Šele cesar Klavdij I. (41–54 n. št.) je uveljavil rimsko prevlado z vzpostavitvijo upravnega ozemlja – province Norik, ki jo je upravljal cesarski namestnik, ter podelil status rimskega mesta – municipija, noriški Celeji (Municipium Claudia Celeia). Predvsem zaradi vojaških potreb je bila gradnja cest vedno na prvem mestu, saj so bili pred to dobo v uporabi le kolovozi. Kmalu po zasedbi so pričeli graditi eno od glavnih prometnih žil, ki so povezovale Italijo z vojaškimi postojankami ob Donavi. Prav v širši okolici Konjic naj bi bila meja med dvema velikima rimskima pokrajinama – med Norikom na zahodu in Panonijo na vzhodu. Rimljani so tod zgradili več pomembnih cest:
- armadna cesta Aqileia–Emona–Celeia–Flavium Solvense
- armadna cesta Virunum–Upellae–Poetovium.[15]

Blizu Stranic je bil odcep rimske ceste, ki je bila speljana ob sedanjih ribnikih, čez naselje Čretvež in Polene proti Castra Apollinis (Apolonijev tabor – nekje v bližini današnjih Slovenskih Konjic). Cesta se je nadaljevala v smeri proti vzhodu, proti Spodnji Pristavi. Severno nad Slovenskimi Konjicami je prečkala reko Dravinjo in zavila proti Spodnjemu Grušovju.
Cestam so Rimljani posvečali posebno pozornost, od gradnje do obcestnih postaj za počitek in/ali zamenjavo vprege, tako je bil tudi na Stranicah mutatio Lotodos. Kjer ni bilo naselij, so gradili t.i. mansiones, počivališča z več objekti, v katerih so bile točilnice in prenočišča. Takšno počivališče z imenom Ragando (Mansio Ragandonae) omenja tudi Tabula Peutingeriana, srednjeveška kopija rimskega zemljevida cest iz 4. stoletja, zgodovinarji jo uvrščajo ob cesto Celeia–Poetovium (tudi Petoviona), pod južnimi obronki Pohorja (Stranice, Spodnja Pristava, severno nad Slovenskimi Konjicami, proti Spodnjemu Grušovju) za katerega je lokacijo zagovarjal arheolog Stanko Pahič, vendar nobena od teh ni dokazana. Znano je le, da je bila od tam cesta speljana preko Ptuja naprej proti vzhodu. Ob državne ceste so Rimljani postavljali kamnite miljnike, ki so označevali, koliko so posamezni cestni odseki oddaljeni od upravnih središč, zadolženih za njihovo vzdrževanje. En tak obcestni miljni kamen je bil najden v Križevcu, štirje pa na Stranicah.
Rimsko podeželje je bilo verjetno razdeljeno na upravna območja (pagi) in vasi (vici), značilne oblike podeželske poselitve pa so predstavljala posamična kmetijska gospodarstva, imenovana vile rustike, kakršne ostanke so našli v Konjiški vasi (Starih Konjicah).
Na območju Slovenskih Konjic je bilo najdenih tudi nekaj nagrobnikov in epitafov. Poznoantična stela z upodobitvijo pokojnika in njegove žene, brez napisa, je vzidana v zid ob nadžupnijski cerkvi.

### Slovanska poselitev
V osemdesetih letih 6. stoletja so se tudi v tem delu današnje Slovenije pričeli naseljevati Slovani, ki so v letih 587–591 zasedli celotno zgornje Posavje in zgornje Podravje. Po izgubi slovanske oz. karantanske samostojnosti je ozemlje prešlo pod frankovsko oblast velikega Rimsko-nemškega cesarstva, ob koncu 10. stoletja pa v last savinjskih mejnih grofov.

### Srednji vek
Srednjeveška naselbina (Conuwitz) se skupaj s pražupnijsko cerkvijo sv. Jurija prvič pisno omenja leta 1146, v ohranjeni listini patriarha Pelegrina I. (1131–1161) iz Ogleja. 
Konjice imajo svoje zgodovinske korenine v vasi Stare Konjice (Alt Conouwitz), ki se prvič omenja leta 1222, razvila se je na področju današnje Konjiške vasi ter je bila prvo večje naselje na območju med Konjiško goro in reko Dravinjo. Naselje se je sprva imenovalo Konjice in je ležalo ob stari poti, ki je vodila iz smeri današnjega Tepanja čez Tolsti vrh prek Konjiške gore v Dramlje in naprej v Celjsko kotlino. Kmalu pa se je ime Konjice razširilo na območje današnjega Starega trga, jedro naselbine se je izoblikovalo ob potoku, ki se tu izliva v reko Dravinjo, tik pod gradom (omenjenim 1148), kot središčem obsežnega zemljiškega gospostva. Za naselje na področju današnje Konjiške vasi se je tedaj ustalilo ime Stare Konjice (Alt Counuwicz).
Meja med Dravsko in Savinjsko grofijo in kasneje, do 1147, meja Podravske marke (še kasneje Štajerske), je potekala po Konjiški gori, zato ni čudno, da so prav tu postavili grad, na mestu, ki je skozi dolinsko preseko Konjsko smrt omogočal najkrajši prehod čez goro in je kasneje varoval tudi prehod in cesto k žičkemu samostanu. Konjiški grad sodi med naše najstarejše gradove, njegovi prvi lastniki pa so bili stari konjiški vitezi. Ti naj bi se po nekaterih virih pojavili že okoli leta 1148, vendar so zanesljivo izpričani šele, ko je v listini iz leta 1175 (po drugih virih leta 1165) prvič po imenu omenjen Leopold (Liupold) I. Konjiški, kot ministerial štajerskega mejnega grofa Otokarja III.
Leta 1234 pa se neposredno omenja tudi grad kot castrum Gonuvviz (leta 1312 kot havs Gonewitz in leta 1362 kot vest ze Gonwiz). 
- grad Konjice po Vischerjevi Topographia Ducatus Stiriae (1680)
- trg Konjice 1870
- nagrobnik viteza Ortolfa Konjiškega
- Trebniški dvorec nekoč

Konjiški gospodje nastopijo v zgodovini v sredini 12. stoletja, kot premožni plemiči. Od grofov Spanheimov, ki so imeli posestva v konjiški okolici, katera je za njimi podedoval deželni knez, niso bili odvisni, pač pa so bili podložni ali ministeriali deželnega kneza. Leopold I. Konjiški (de Gonvicz) je s štajerskim mejnim grofom Otokarjem III. Traungau in njegovim sinom vojvodo Otokarjem IV. Traungau izmenjal zemljišča v današnji dolini sv. Janeza Krstnika v bližini Špitaliča, kjer so zgradili novoustanovljeno Žičko kartuzijo.
Že leta 1185 se Konjice v pisnih virih posredno omenjajo kot trg (predium de Gumiwiz), dokončno pa leta 1306, tako da je naselje trške pravice zagotovo dobilo do srede 13. stoletja (1251). Trg je imel običajne pravice in privilegije, brez zidanih utrdb. Konjiški tržani so bili v urbarju in drugih listinah omenjeni že leta 1236 in 1251, kot (ciues de Gonviz). 

### Novi vek
S koncem srednjega veka (ok. 1490) je bilo v trgu 40 hiš, leta 1570 pa okoli 50. Med Slovenskim kmečkim uporom leta 1515 so v trgu zborovali uporni kmetje, ki so izbrali 300-člansko vodstvo, to je peticijo z dvanajstimi zahtevami poslalo deželnemu glavarju in posredno cesarju na Dunaj. V dobi reformacije je v trgu bival predikant. Ob tradicionalnih agrarnih panogah je prebivalstvo živelo od prometa, gostinstva, obrti in trgovine.
V 17. in 18. stoletju (1615, 1616, 1765, 1786) je v trgu izbruhnilo več požarov. Po velikem požaru leta 1786 so ljudje za obnovo trga uporabili gradbeni material že opustele Žičke kartuzije.
V župnijski kroniki je zapisek, da je leta 1897 firma Greinetz iz Gradca iz vodohrana pod gradom v trg zgradila nov vodovod z jeklenimi cevmi, poprej je 300 let vodovod imel lesene cevi.
V obdobju po Marčni revoluciji je narodnostno prebujanje leta 1869 vzpodbudilo v Konjicah ustanovitev Slovenskega katoliškega političnega društva, nato še slovenske hranilnice in posojilnice. To so bili časi napetosti med nemškimi in slovenskimi prebivalci.

### Druga svetovna vojna in povojno obdobje
Že takoj po zasedbi Konjic med drugo svetovno vojno je nemški okupator večinoma v Srbijo izgnal domala vso inteligenco (duhovnike, učitelje, izobražence, zavedne Slovence), pri čemer so pomagali pripadniki lokalnega Kulturbunda.
Večje število nekdanjih premožnejših tržanov, tudi tistih, ki niso bili nemške narodnosti, je bilo v obdobju povojnega brezvladja pobitih in zakopanih v masovnih in lokalnih grobiščih v neposredni bližini naselja, odpeljanih v taborišče Šterntal, izgnanih, ali pa so bili obsojeni na t. i. hitrih ljudskih sodiščih na večletne zaporne kazni, njihovo premoženje pa je bilo odvzeto in kasneje nacionalizirano. V neposredni bližini Zgornje Pristave se v gozdu nad Trebniškim dvorcem na vznožju Konjiške gore nahaja neoznačeno grobišče, na lokaciji, kjer sedaj poteka električni daljnovod. V njem so posmrtni ostanki 30 do 40 domačinov (večinoma tržanov in posestnikov), ki so jih brez predhodne obsodbe pomorili v obdobju neposredno po drugi svetovni vojni, maja ali junija 1945.
Po vojni je sledil razvoj z industrializacijo in vzpostavljanjem novih javnih ustanov.

## Geografija

### Lega
Slovenske Konjice se nahajajo ob severnem vznožju apnenčaste Konjiške gore, na prehodu naplavne ravnice ob Dravinji v vinorodno terciarno gričevje, pod južnimi obrobji podpohorskega dela Dravinjskih goric.
Mestno središče s sklenjeno pozidavo se je razvilo ob desnem bregu reke Dravinje, na ledenodobni terasi in na vršaju pod Konjiško goro. Novejši deli mesta so nastali na poplavni ravnici Dravinje, proti severu se naslanjajo na prisojna in položna gričevnata pobočja goric med Škalcami in Vešenikom. V začetku 80. let minulega stoletja so bili mestu priključeni Prevrat in deli primestnih naselij Zgornja Pristava, Vešenik, Blato in Bezina. Mesto se danes ob magistralni cesti proti Zrečam in Stranicam razširja ter povezuje z naseljema Spodnje Preloge in Zeče.

### Podnebje
Slovenske Konjice imajo zmerno celinsko podnebje, ki je po Köppnovi podnebni klasifikaciji opredeljeno kot Dfa, z vročimi poletji in hladnimi zimami. Poletja imajo povprečno temperaturo najtoplejšega meseca nad 22 °C.  Lokalna mikroklima v Slovenskih Konjicah je mešanica subpanonske in predalpske. V subpanonski Sloveniji so temperature za nekaj stopinj višje kot v predalpski, manj pa je padavin. Iz reliefa je razvidno, da Konjiška gora in Pohorje varujeta Dravinjsko dolino pred neposrednimi vremenskimi vplivi, ki prihajajo z zahoda. Zato je celotna dolina ob reki Dravinji v nekakšnem zatišju in ima ugoden klimatski položaj. Toča in sodra v dolini nista pogosti, ugodna pa je tudi majhna količina megle, ki je prav tako pogojena z dolinskim reliefom. Neugoden vpliv ima Konjiška gora, ki predvsem južnim delom naselja in okolice jemlje jutranje in večerno sonce. V Dravinjski dolini vetrovi v višjih predelih neprestano pihajo, se pri tem adiabatno segrevajo ter povečini preženejo meglo, tudi na splošno so vetrovi tukaj pogosti. Dolgoletna povprečna letna temperatura v Konjicah znaša 9,5 °C, kar je povprečje, odkar se merijo temperature. V opazovalnem obdobju 1936–1975 je bila v Konjicah najvišja zabeležena temperatura 35,0 °C.
9. avgusta 2004, v ponedeljek pozno popoldne, je Konjice z okolico zajelo neurje z močno točo, ki je razkrilo ali uničilo strehe večine stavb. Toča je poškodovala številna na prostem parkirana vozila in drevje, povsem uničila povrtnine in poljščine. Spominska plošča o tem dogodku je nameščena na pročelju lokalnega gasilskega doma.

### Demografija
| 2016  | 2017  | 2018  | 2019  | 2020  | 2021  |
| ----- | ----- | ----- | ----- | ----- | ----- |
| 5.001 | 5.027 | 5.092 | 5.094 | 5.157 | 5.155 |

## Znamenitosti

### Arhitektura
Srednjeveško jedro naselja je Stari trg, z enonadstropnimi trškimi hišami sklenjene pozidave, katerega osrednji trški prostor je razširjena cesta, ki se vzpenja ob potoku Ribnica na desnem bregu Dravinje. Starejše enonadstropne stavbe kažejo poznogotske oblike, največ pa jih je z zasnovo iz 19. stoletja, le fasade so večinoma oblikovane v kasnejših slogih, od renesanse, baroka, secesije, bidermajerja in neorenesanse.
Srednjeveška trška zasnova se je skozi stoletja ohranila, najpomembnejšo, tudi obrambno vlogo pa je imel osrednji cerkveni prostor, saj naselbina ni imela obzidja. Nadžupnijska cerkev z župniščem in Trebniški dvorec so tudi edini ohranjeni objekti iz tega časa, trška srednjeveška arhitektura pa je bila lesena in se zato ni mogla ohraniti, tudi zaradi pogostih požarov. Prve ohranjene primerke trške arhitekture tako lahko spremljamo šele od 16. stoletja dalje, ko so les kot gradbeni material zamenjali s kamnom in kasneje z opeko. Slemena stavb potekajo sedaj vzporedno s komunikacijo, prvotno pa so bile stavbe orientirane nanjo večinoma s svojimi zatrepnimi - stranskimi fasadami. Obrtna in/ali trgovska dejavnost, ki se je povečini vršila v trgu, je narekovala tudi splošno stavbno zasnovo, s širitvijo na dvoriščni strani (glavni stanovanjski objekt s pročeljem na trg, dvoriščni gospodarski/obrtni trakti, vrtovi). Taka podoba trške stavbe je v svojih značilnih sestavinah ponekod ohranjena še danes, ohranjeni so vežni oboki z grebenastimi sosvodnicami, le v manjši meri pa kamnoseški elementi (portali, okna, kovane okenske mreže, ostanki renesančnih arkad).

### Trebniški dvorec
Nad Starim trgom stoji danes deloma obnovljeni srednjeveški Trebniški dvorec, ki je v zgodovini zamenjal več lastnikov. Njegov sedaj prenovljeni severni trakt ima še vedno dvonadstropni arkadni hodnik na dvoriščni strani. Do konca II. svetovne vojne je bil dvorec v lasti rodbine Windischgraetz. Dvorec se nahaja v središču nekdanjega parka z ribnikom in s posamičnimi drevesi (t. i. eksotami), ki je imel ponekod baročne značilnosti.

### Nadžupnijska cerkev sv. Jurija
Sedanjo poznogotsko nadžupnijsko cerkev sv. Jurija sestavljajo pravokotna ladja predromanskih proporcev, zgrajena verjetno koncem 13. stoletja, v drugi polovici 14. stoletja ji je bila prizidana križnorebrasto obokana stranska ladja, tristrano sklenjen križnorebrasti in z zunanjimi oporniki obdan prezbiterij, okoli leta 1300 na zahodni strani zvonik, povišan leta 1720, ter na južni strani baročna roženvenska kapela iz ok. 1746. V cerkveni ladji z notranjimi oporniki je ohranjen izjemno razgiban poznogotski obok s sočasno poslikavo.

### Župnišče
Markantno župnišče na zgornjem koncu trga je renesančno prezidana gotska stavba, s starejšo romansko zasnovo. Njegov severni trakt je bil prezidan v 15. stoletju. Drugi trije trakti s stebriščnimi arkadami na notranjem dvorišču in portalom so iz 1632. 
Ohranjeni so številni arhitekturni detajli, štukirani strop iz 1740 v jedilnici, v eni od soban v nadstropju pa poslikani leseni strop iz leta 1670, z groteskami, drolerijami, karikaturami, živalskimi podobami itd., ki je najstarejši tovrsten spomenik s povsem profano motiviko v Sloveniji.
Območje okoli župnišča in cerkve je bilo taborsko utrjeno. Stavba sosednje kaplanije/mežnarije je iz leta 1799.

### Stari trg
Na Starem trgu stoji Florijanovo znamenje, v zgornjem delu trga pa Marijino znamenje, oba delo kiparske delavnice domačina Franca Zamlika iz začetka 18. stoletja. Starejše enonadstropne stavbe kažejo poznogotske oblike, največ pa jih je iz 19. stoletja.
Grb Tattenbachov z letnico 1630 ter grb, pripeljan z dvorca Golič, sta na ogled na stopnišču občinske stavbe.
Malo izven območja Starega trga, na ulici Adolfa Tavčarja, je od starih beneficiatnih hiš ohranjen »Štok« (tudi »Štekl«), ki je v svojem jedru iz 17. stoletja, ob Celjski cesti pa poleg nedelujočega mlina propada tudi nekdanja pristava žičkega samostana.

### Cerkev svete Ane, Zgornja Pristava
Sedanja podružnična pokopališka cerkev sv. Ane na Zgornji Pristavi je bila kot grajska kapela zgrajena v prvi polovici 16. stoletja. Cerkev ima ohranjene nekaj baročne opreme, v njej je tudi grobnica konjiških graščakov rodbine Tattenbach, s figuralnima epitafoma Žige Tattenbacha († 1594) in barona Janeza Krištofa Tattenbacha († 1629), vzidanima v stene ladje. V stranskem oltarju iz leta 1657 je oltarna slika sv. Florijana, iz začetka 18. stoletja.

### Grad Konjice
Nad naseljem se na južni strani, na pobočju Konjiške gore, dvigajo razvaline Starega gradu, s romanskimi, gotskimi in renesančnimi arhitekturnimi sestavinami. Stolpasto jedro z ohranjenimi temelji ter del obzidja izvirata iz 12. stoletja. Poškodovan je bil v 1413, predelan in povečan po letu 1511, leta 1635 so ga poškodovali uporni kmetje. Grad je bil v lasti gospodov Konjiških, Viltuških, Devinskih, Walseejev in Tattenbachov. Zadnjič je bil obnovljen leta 1794. Leta 1692 so ga kupili žički kartuzijani, vendar so ga pustili propasti, tako da so ga zadnji lastniki Windischgraetzi kupili že v razvalinah.

### Parki in vrtovi
Trebniški dvorec je nekoč obsegal tudi velik park z ribnikoma, ki je imel ponekod baročne značilnosti, ohranjen je le en ribnik in deloma park. Tudi dvorec Baronvaj na Prevratu obkrožajo ostanki nekdanjega parka z velikimi drevesi.
Omembe vreden je tudi geometrijsko urejen vrt Pipuš v Prečni ulici, ob meščanski vili premožnega tržana s konca 19. stoletja.

## Status naselja
Mesto je od nekdaj upravno, obrtno in oskrbno središče zahodnega dela Dravinjske doline, vzhodnega dela vitanjskega podolja ter jugovzhodnega Pohorja. Naselje je leta 1850 dobilo okrajno sodišče, leta 1903 pa je postalo sedež okrajnega glavarstva. Od leta 1955 imajo Slovenske Konjice status mestnega naselja, leta 1964 pa je bil ponovno potrjen status mesta.

## Gospodarstvo
O prisotnosti usnjarjev v trgu v 18. stoletju priča cehovski znak družine Baumann, v notranjosti in na fasadi ene od hiš na Starem trgu. 
Usnjarski cehovski znak ponazarja postopek izdelave usnja in je sestavljen iz usnjarskega pama (vzdolžno prerezano deblo) in dveh zvitih rezil (t.i. mezdrilnih nožev), s katerim so usnjarji na pamu strgali živalsko kožo. Usnjarne so se zaradi potrebe po vodi nahajale v spodnjem delu trga, bližje reki Dravinji. Martin Baumann pa ni bil edini konjiški usnjar. Leta 1849 je namreč zadolženo Brezingerjevo (drugje Pressingerjevo) usnjarno kupil Lovrenc Lavrič iz Šentvida pri Stični. Družina Lavrič, ki je svoj priimek ponemčila v Laurich, je proizvodnjo postopno povečevala, kupovali so nove stroje, peči in zgradili tudi do pred kratkim 50 metrov visok dimnik. V usnjarno so leta 1921 napeljali elektriko, ostale zgradbe v trgu so jo dobile osem let kasneje. Že pred drugo svetovno vojno so začeli izdelovati poleg naravnega tudi umetno usnje. Lovrenčev sin Alfred je za kratek čas ustanovil tudi proizvodnjo in prodajalno čevljev z imenom Alfa. Kljub strojem in umetnem usnju je večina proizvodnje potekala ročno. Koncem leta 1943 je Alfred pričel počasi proizvodnjo seliti v Gradec, kamor se je tik pred koncem druge svetovne vojne z družino preselil tudi sam.
Iz te usnjarske obrtne in kasneje industrijske tradicije je po 2. svetovni vojni nastal usnjarsko-kemični kombinat KONUS (akronim: KONjiška USnjarna), ki je svoj konec doživel z razpadom nekdanjega jugoslovanskega skupnega trga in novih gospodarskih razmer v tranziciji. Po letu 1950 so se v mestu razvili tudi obrati lesne, gradbene, kovinske in strojne industrije, danes pa sta čedalje bolj pomembna logistika in prevoz tovora po cestah.

### Sejmi
Trg Konjice je bil med tržani in okoliškim prebivalstvom znan tudi po sejmih. V zvezi s konjiškimi sejmi v Pokrajinskem muzeju v Mariboru hranijo listino iz leta 1785, s katero je cesar Jožef II. na prošnjo sodnika konjiškega trga potrdil tržanom dva živinska sejma in sicer na veliki četrtek ter na praznik Janeza Krstnika (24. junij). 
Z drugo listino iz leta 1811 je cesar Franc I. konjiškim tržanom oba sejma ponovno potrdil. Poleg tega so tržani takrat dobili pravico do še enega letnega sejma, ki naj bi bil 3. oktobra. V zvezi s tem sejmom je listina določala, da se sejem v primeru sovpadanja z zapovedanim praznikom prestavi na naslednji dan.
Leta 1838 je cesar Ferdinand I. trgu Konjice podelil pravico zgolj do dveh letnih in živinskih sejmov in ne treh, kot je veljalo do tedaj. Listina je določala tudi sejemska dneva, in sicer na dan 3. oktobra in na praznik sv. Frančiška Ksaverija (3. decembra). 
Na prošnjo tedanje trške občine (Marktgemainde Gonobitz) je isti cesar leta 1848 z listino Konjicam podelil tri letne in živinske sejme, in sicer na prvi ponedeljek po prazniku sv. Jurija, na sredo po peti velikonočni nedelji ter na praznik sv. Ignacija (31. julija).
Danes v Slovenskih Konjicah sejmišča in živinskih sejmov na njem ni več, ohranila pa sta se dva tradicionalna letna sejma, ki sta organizirana na Starem in Mestnem trgu. Prvega decembra lokalno komunalno podjetje organizira tradicionalni Frančiškov sejem, v četrtek pred Veliko nočjo pa Velikonočni sejem.

## Izobraževanje
Danes v mestu delujejo gimnazija in dve osnovni šoli: Osnovna šola Pod goro (1909), Osnovna šola Ob Dravinji (1996) ter Osnovna šola V parku, ki je podružnična šola Osnovne šole Pod goro.

## Sociala in zdravstvo

### Lambrechtov dom
Leta 1863 se je Franc Lambrecht, uspešni veletrgovec iz Hamburga v Nemčiji, z ustanovno listino želel oddolžiti svojim domačim krajem in je konjiški občini volil veliko vsoto, z namenom izgradnje in delovanja dobrodelne ustanove, v kateri bi skrbeli za starejše in zapuščene občane. Franc Lambrecht ni zagotovil denarja le za postavitev in delovanje Lambrechtiniuma (danes Lambrechtov dom), saj je v ustanovnem pismu zapisal: »Poleg stanovanja v ustanovnem domu naj prejme vsak sprejeti ubožec dnevno znesek po pet in dvajset krajcarjev.« S tem dejanjem se je začela zgodovina domske, skupnostne oskrbe za starejše na Slovenskem.
Lambrechtova ideja je postala resničnost leta 1871, ko je ustanova že sprejela prvih 20 stanovalcev. Do danes se je z razvojem precej spremenila zunanja podoba doma in organiziranost, vendar še vedno velja za najstarejšo tovrstno socialno-varstveno ustanovo na Slovenskem.

### Bolnišnica, zdravstveni dom
Konjiška podružnica Rdečega križa je dala leta 1897 na Prevratu postaviti bolnišnico »Christiane Lazarett«, imenovano po predsednici Avstro-ogrskega Rdečega križa Christiani von Habsburg. V njej sta bila interni in kirurški oddelek ter kapela.
Baron Vay de Vaya se je odločil pri bolnišnici na svoje stroške zgraditi še drugo stavbo, namenjeno bolnikom z nalezljivimi boleznimi. Ta stavba je bila odprta in blagoslovljena 18. julija 1908, obsegala je tudi kuhinjo in bivališče za usmiljene sestre sv. Vincencija Pavelskega, ki so stregle bolnikom in jih negovale. Zdravniško oskrbo so opravljali konjiški zdravniki. Med prvo svetovno vojno so v bolnišnico sprejemali predvsem ranjene vojake. Ker so bile kapacitete za ranjence premajhne, so odprli tudi Lazarett No. II, ki se je nahajal v stari stavbi današnje Osnovne šole Pod goro. Delovanje bolnišnice so ukinili s pričetkom druge svetovne vojne.
V naselju danes deluje zdravstveni dom, ki s svojimi specialističnimi ambulantami in ordinacijami pokriva območje občin Slovenske Konjice, Zreče in Vitanje.

## Kultura
- Splošna knjižnica Slovenske Konjice/ Center za kulturne prireditve
- Sprehodi pod morjem – mednarodni festival podvodnega filma in videa
- Letka Radia Rogla - vsakoletna glasbena prireditev v organizaciji Radia Rogla

### Muzeji in zbirke
- Mestna galerija Riemer (zbirka slik in stilnega pohištva),
- Muzejska zbirka vojaških predmetov avstro-ogrskega obdobja,
- Muzej gasilstva (v gasilskem domu),
- Zbirka pekarstva in kruha (v Škalcah).

### Lokalni mediji
- Radio Rogla
- Spletni portal Novice.si
- Lokalni časopis NOVICE

## Promet

### Cestne povezave
Mesto leži ob prometnem križišču, z magistralno cesto Celje–Maribor se spajajo krajevne ceste, ki Dravinjsko dolino povezujejo z jugovzhodnim Pohorjem, Mislinjsko dolino in Koroško.
Avtocesta A1 poteka 3,5 km vzhodno od mesta, v bližini Tepanja je uvoz/izvoz Slovenske Konjice.

### Športno letališče
V bližini Loč se nahaja športno letališče Slovenske Konjice.

### Železniške povezave
Južno železnico so leta 1846 zgradili 15 km vzhodneje, kar je prizadelo trgovske in prometne funkcije naselja (furmanstvo). 
Nekdanja železniška proga Poljčane–Konjice–Zreče je bila avstrijska ozkotirna železniška proga (širine 760 mm) ki je povezala Poljčane s Slovenskimi Konjicami. Slovenske Konjice je dosegla leta 1892, do Zreč je bila podaljšana leta 1920, opuščena pa leta 1961.
Najbližja železniška postaja je v Poljčanah, postajališče pa na Dolgi Gori. Načrtovana je izgradnja novega železniškega postajališča pri naselju Zbelovo.

## Turizem
Slovenske Konjice so v okviru tekmovanja Entente Florale leta 1998 osvojile zlato medaljo v kategoriji mest in od takrat njihov predstavnik sodeluje pri organizaciji tega evropskega tekmovanja.
- Entente Florale Slovenija
- Združenje zgodovinskih mest Slovenije
- Turistična destinacija Rogla-Pohorje: Slovenske Konjice
- TIC Slovenske Konjice

## Šport
Športne aktivnosti v naselju in okolici organizirano izvajata: 
- Zavod za šport Slovenske Konjice upravlja športno dvorano in letno kopališče
- Konjiška atletska šola
- Golf klub Zlati grič upravlja lokalno golfišče.

### Športne prireditve
- Grand Prix Slovenia International Boxing Competition
- Konjiški maraton

### Športna društva in organizacije
- Zavod za šport Slovenske Konjice
- Nogometno društvo Dravinja
- Aeroklub Slovenske Konjice
- Košarkarski klub Slovenske Konjice
- Ženski košarkarski klub Konjice
- Golf klub Zlati Grič
- Planinsko društvo Slovenske Konjice

## Znane osebnosti

### Rojeni v Slovenskih Konjicah
- Konrad von Hebenstreit – nadškof v Freisingu
- Valentin Fabri – duhovnik, savinjski in podjunski arhidiakon, prošt
- Franc Zamlik – kipar
- Mihael Napotnik – knezoškof Lavantinske škofije
- Benno Millenkovich – avstro-ogrski kontraadmiral
- Ivan Minatti – pesnik, prevajalec, urednik in akademik
- Ivan Rudolf (1855–1942), odvetnik, narodni buditelj
- Ivo I. Rudolf (1893–1962), zdravnik, pesnik
- Vida Rudolf – pesnica in pisateljica
- Branko Rudolf – esejist, filozof, kritik, pedagog, pesnik in pisatelj

### Osebnosti, povezane s Slovenskimi Konjicami
- Dušan Jereb – slovenski partizan in narodni heroj Jugoslavije
- Ivan Erazem Tattenbach – graščak in zgodovinska osebnost
- Tomaž Fantoni – furlanski slikar
- Adelma Vay de Vaya – pisateljica, medij in spiritistka
- princ Hugo Weriand Windischgrätz – plemič in veleposestnik
- Anton Brcko – primorski organist, zborovodja in skladatelj
- Zdenka Serajnik – pesnica, pisateljica, prevajalka in pedagoginja
- Jurij (Jure) Zdovc – igralec / trener košarke in častni občan Slovenskih Konjic
- Marija Prelog – slikarka, ilustratorka in oblikovalka
- Tomislav (Tomo) Jurak – slovenski kitarist, pevec in skladatelj popularne glasbe
- Arpad Šalamon – umetnik / grafik
- Milan Lamovec - Didi – umetnik / slikar
- Martin Zelenko – kolumnist in pesnik
- Aleksandra Boldin – sociologinja, zgodovinarka in profesorica
- Tamara Zidanšek – igralka tenisa
- Oliver Tič (»Oli Walker«) – popotnik in pohodnik

## Mednarodno povezovanje
Prijateljska mesta/občine
- Hlohovec, Slovaška (2007)
- Kosjerić, Srbija (2009)
- Hranice (Okraj Přerov), Češka (2012)
- Gornja Stubica, Hrvaška (2013)
- Zvezdno mesto, Rusija (2015)
- Tolfa, Italija (2016)
- Križevci, Hrvaška (2016)
- Százhalombatta, Madžarska (2016)
- Biograd na Moru, Hrvaška (2019)

Mednarodni projekti in druge oblike sodelovanja
- Sollefteå, Švedska (2008-2019)
- Konjic, Bosna in Hercegovina
- Globasnica, Avstrija
- Sveti Petar Orehovec, Hrvaška
- Novska, Hrvaška